# Железопътен транспорт в Румъния
Железопътният транспорт в Румъния има обща дължина на инфраструктурата от 22 298 км.
Първата железопътна линия в Кралство Румъния е открита през 1869 г. и свързва Букурещ и Гюргево. Първата електрическа железопътна линия на днешна румънска територия е открита през 1854 г. между Оравица и Сокол в Банат, до границата със Сърбия. Този регион обаче е бил под управлението на Австрийската империя по това време и е станал част от Румъния след Първата световна война.
Железопътната мрежа в Румъния е значително разширена и сега е четвъртата по големина в Европа по обща дължина на коловоза, включваща 22 298 км. От тях около 8 585 км са електрифицирани. Дължината на маршрута е 10 788 км.
Румъния е член на Международния съюз на железниците (UIC). Кодът на UIC за Румъния е 53.

## Оператори
До 1998 г. мрежата се управлявала изцяло от Румънските железници, която е държавна железопътна компания, след което редица частни компании се допускат да осъществяват дейност в пътническите и товарни превози като Regiotrans, Grup Feroviar Român, Servtrans, Softrans, Transferoviar Grup, Unifertrans, Astra Trans Carpatic.